# Чемпионат мира по горнолыжному спорту 2019 — слалом (мужчины)
Соревнования среди мужчин в слаломе на чемпионате мира по горнолыжному спорту 2019 года прошли 17 февраля. Местом проведения соревнований стал горнолыжный курорт Оре, Швеция. Старт соревнований запланирован на 11:00 по местному времени (UTC+1). Каждая страна могла быть представлена не более, чем 4 горнолыжников.
Действующим чемпионом мира в слаломе являлся австрийский горнолыжник Марсель Хиршер. Хиршер вновь выиграл золото, для него это третий титул чемпиона мира в слаломе. Хиршер выиграл первую попытку, а во второй показал только 25-е время, но запаса после первой попытки хватило для достаточной уверенной победы с преимуществом в 0,65 сек. Все три призовые места заняли австрийцы. Это второй случай за последние 57 лет, когда все медали в мужской дисциплине на чемпионате мира выиграли представители одной страны.
Всего в стартовом листе значилось 99 горнолыжников из 52 государств.

## Трасса
- Старт — 615 м;
- Финиш — 396 м;
- Длина трассы — 740 м.

## Призёры
| Золото                 | Серебро              | Бронза              |
| Марсель Хиршер Австрия | Михаэль Матт Австрия | Марко Шварц Австрия |

## Результаты
| Место | Номер | Спортсмен                   | Страна               | 1-я попытка                  | 1-я попытка                  | 2-я попытка                   | 2-я попытка                   | Общее время                   | Отставание                    |
| Место | Номер | Спортсмен                   | Страна               | Время                        | Место                        | Время                         | Место                         | Общее время                   | Отставание                    |
| ----- | ----- | --------------------------- | -------------------- | ---------------------------- | ---------------------------- | ----------------------------- | ----------------------------- | ----------------------------- | ----------------------------- |
| 1     | 3     | Марсель Хиршер              | Австрия              | 1:00.60                      | 1                            | 1:05.26                       | 25                            | 2:05.86                       |                               |
| 2     | 5     | Михаэль Матт                | Австрия              | 1:01.95                      | 4                            | 1:04.56                       | 13                            | 2:06.51                       | +0.65                         |
| 3     | 6     | Марко Шварц                 | Австрия              | 1:01.82                      | 3                            | 1:04.80                       | 19                            | 2:06.62                       | +0.76                         |
| 4     | 4     | Алексис Пентюро             | Франция              | 1:01.16                      | 2                            | 1:05.63                       | 26                            | 2:06.79                       | +0.93                         |
| 5     | 9     | Рамон Ценхойзерн            | Швейцария            | 1:02.92                      | 12                           | 1:03.90                       | 5                             | 2:06.82                       | +0.96                         |
| 6     | 8     | Мануэль Феллер              | Австрия              | 1:01.98                      | 5                            | 1:04.92                       | 21                            | 2:06.90                       | +1.04                         |
| 7     | 1     | Клеман Ноэль                | Франция              | 1:02.78                      | 8                            | 1:04.17                       | 6                             | 2:06.95                       | +1.09                         |
| 8     | 2     | Хенрик Кристофферсен        | Норвегия             | 1:02.30                      | 6                            | 1:04.68                       | 16                            | 2:06.98                       | +1.12                         |
| 9     | 14    | Дэйв Райдинг                | Великобритания       | 1:03.72                      | 20                           | 1:03.31                       | 3                             | 2:07.03                       | +1.17                         |
| 10    | 18    | Стефано Гросс               | Италия               | 1:02.96                      | 13                           | 1:04.37                       | 10                            | 2:07.33                       | +1.47                         |
| 11    | 15    | Кристиан Хиршбюль           | Австрия              | 1:02.82                      | 9                            | 1:04.54                       | 12                            | 2:07.36                       | +1.50                         |
| 12    | 17    | Себастьян Фосс-Солевог      | Норвегия             | 1:03.32                      | 15                           | 1:04.21                       | 7                             | 2:07.53                       | +1.67                         |
| 13    | 10    | Андре Мюрер                 | Швеция               | 1:02.88                      | 10                           | 1:04.67                       | 15                            | 2:07.55                       | +1.69                         |
| 14    | 13    | Лоик Мейяр                  | Швейцария            | 1:02.67                      | 7                            | 1:05.13                       | 23                            | 2:07.80                       | +1.94                         |
| 15    | 30    | Александр Хорошилов         | Россия               | 1:03.56                      | 16                           | 1:04.29                       | 8                             | 2:07.85                       | +1.99                         |
| 16    | 16    | Виктор Мюффа-Жанде          | Франция              | 1:03.67                      | 19                           | 1:04.42                       | 11                            | 2:08.09                       | +2.23                         |
| 17    | 46    | Жан Краньец                 | Словения             | 1:05.00                      | 26                           | 1:03.14                       | 2                             | 2:08.14                       | +2.28                         |
| 18    | 12    | Манфред Мёльгг              | Италия               | 1:03.62                      | 17                           | 1:04.63                       | 14                            | 2:08.25                       | +2.39                         |
| 19    | 34    | Алекс Винатцер              | Италия               | 1:05.21                      | 28                           | 1:03.10                       | 1                             | 2:08.31                       | +2.45                         |
| 20    | 28    | Маттиас Харгин              | Швеция               | 1:04.96                      | 25                           | 1:03.43                       | 4                             | 2:08.39                       | +2.53                         |
| 21    | 23    | Элиас Колега                | Хорватия             | 1:04.07                      | 22                           | 1:04.35                       | 9                             | 2:08.42                       | +2.56                         |
| 22    | 22    | Джулиано Раццоли            | Италия               | 1:03.25                      | 14                           | 1:05.20                       | 24                            | 2:08.45                       | +2.59                         |
| 23    | 26    | Джонатан Нордботтен         | Норвегия             | 1:04.62                      | 24                           | 1:04.74                       | 17                            | 2:09.36                       | +3.50                         |
| 24    | 33    | Симон Фурнье                | Канада               | 1:04.49                      | 23                           | 1:04.93                       | 22                            | 2:09.42                       | +3.56                         |
| 25    | 51    | Антон Треммель              | Германия             | 1:05.04                      | 27                           | 1:04.74                       | 17                            | 2:09.78                       | +3.92                         |
| 26    | 45    | Филип Зубчич                | Хорватия             | 1:05.24                      | 30                           | 1:04.87                       | 20                            | 2:10.11                       | +4.25                         |
| 27    | 42    | Хуан Дель Кампо             | Испания              | 1:05.23                      | 29                           | 1:05.77                       | 27                            | 2:11.00                       | +5.14                         |
| 28    | 32    | Линус Штрассер              | Германия             | 1:05.58                      | 32                           | 1:06.03                       | 28                            | 2:11.61                       | +5.75                         |
| 29    | 37    | Танги Неф                   | Швейцария            | 1:05.30                      | 31                           | 1:06.34                       | 29                            | 2:11.64                       | +5.78                         |
| 30    | 49    | Йенс Хенттинен              | Финляндия            | 1:05.93                      | 36                           | 1:06.53                       | 30                            | 2:12.46                       | +6.60                         |
| 31    | 47    | Павел Трихичев              | Россия               | 1:05.68                      | 34                           | 1:06.83                       | 31                            | 2:12.51                       | +6.65                         |
| 32    | 29    | Матей Видович               | Хорватия             | 1:05.86                      | 35                           | 1:07.74                       | 32                            | 2:13.60                       | +7.74                         |
| 33    | 54    | Якоб Шпик                   | Словения             | 1:05.67                      | 33                           | 1:09.39                       | 36                            | 2:15.06                       | +9.20                         |
| 34    | 44    | Матей Фалат                 | Словакия             | 1:06.70                      | 37                           | 1:09.02                       | 35                            | 2:15.72                       | +9.86                         |
| 35    | 76    | Алек Скотт                  | Австралия            | 1:09.61                      | 48                           | 1:08.40                       | 33                            | 2:18.01                       | +12.15                        |
| 36    | 64    | Макс ван Россум             | Нидерланды           | 1:09.54                      | 47                           | 1:08.74                       | 34                            | 2:18.28                       | +12.42                        |
| 37    | 56    | Зак Винтер                  | Великобритания       | 1:09.21                      | 46                           | 1:10.96                       | 37                            | 2:19.27                       | +13.41                        |
| 38    | 67    | Микс Звейниекс              | Латвия               | 1:08.34                      | 40                           | 1:11.67                       | 39                            | 2:20.01                       | +14.15                        |
| 39    | 80    | Итамар Биран                | Израиль              | 1:09.05                      | 44                           | 1:11.07                       | 38                            | 2:20.12                       | +14.26                        |
| 40    | 25    | Лейф Нествольд-Хёуген       | Норвегия             | 1:03.62                      | 17                           | 1:17.40                       | 45                            | 2:21.02                       | +15.16                        |
| 41    | 55    | Алехандро Пуэнте Тасиас     | Испания              | 1:07.38                      | 38                           | 1:15.80                       | 43                            | 2:23.18                       | +17.32                        |
| 42    | 83    | Кормак Комерфорд            | Ирландия             | 1:11.98                      | 49                           | 1:13.08                       | 40                            | 2:25.06                       | +19.20                        |
| 43    | 86    | Андрей Друкаров             | Литва                | 1:12.88                      | 50                           | 1:13.13                       | 41                            | 2:26.01                       | +20.15                        |
| 44    | 89    | Майкл Поэттос               | Колумбия             | 1:13.67                      | 51                           | 1:14.64                       | 42                            | 2:28.31                       | +22.45                        |
| 45    | 78    | Александру Барбу            | Румыния              | 1:15.02                      | 53                           | 1:16.48                       | 44                            | 2:31.50                       | +25.64                        |
| 46    | 93    | Эрён Тола                   | Албания              | 1:16.71                      | 55                           | 1:17.93                       | 46                            | 2:34.64                       | +28.78                        |
| 47    | 94    | Янно Куюмджиан              | Кипр                 | 1:18.97                      | 56                           | 1:19.93                       | 47                            | 2:38.90                       | +33.04                        |
| 48    | 100   | Рикарду Бранкал             | Португалия           | 1:33.06                      | 57                           | 1:31.60                       | 48                            | 3:04.66                       | +58.80                        |
| —     | 27    | Доминик Штеле               | Германия             | 1:03.91                      | 21                           | Не финишировали во 2-м раунде | Не финишировали во 2-м раунде | Не финишировали во 2-м раунде | Не финишировали во 2-м раунде |
| —     | 82    | Йоан Тодоров                | Болгария             | 1:08.48                      | 41                           | Не финишировали во 2-м раунде | Не финишировали во 2-м раунде | Не финишировали во 2-м раунде | Не финишировали во 2-м раунде |
| —     | 66    | Аксель Эстеве               | Андорра              | 1:08.68                      | 42                           | Не финишировали во 2-м раунде | Не финишировали во 2-м раунде | Не финишировали во 2-м раунде | Не финишировали во 2-м раунде |
| —     | 60    | Билли Майор                 | Великобритания       | 1:08.87                      | 43                           | Не финишировали во 2-м раунде | Не финишировали во 2-м раунде | Не финишировали во 2-м раунде | Не финишировали во 2-м раунде |
| —     | 77    | Даниэль Паулус              | Чехия                | 1:09.05                      | 44                           | Не финишировали во 2-м раунде | Не финишировали во 2-м раунде | Не финишировали во 2-м раунде | Не финишировали во 2-м раунде |
| —     | 96    | Захар Кучин                 | Казахстан            | 1:16.69                      | 54                           | Не финишировали во 2-м раунде | Не финишировали во 2-м раунде | Не финишировали во 2-м раунде | Не финишировали во 2-м раунде |
| —     | 11    | Феликс Нойройтер            | Германия             | 1:02.89                      | 11                           | Дисквалифицирован             | Дисквалифицирован             | Дисквалифицирован             | Дисквалифицирован             |
| —     | 19    | Штефан Хадалин              | Словения             | 1:08.08                      | 39                           | Не стартовали во 2-м раунде   | Не стартовали во 2-м раунде   | Не стартовали во 2-м раунде   | Не стартовали во 2-м раунде   |
| —     | 31    | Адам Жампа                  | Словакия             | 1:14.26                      | 52                           | Не стартовали во 2-м раунде   | Не стартовали во 2-м раунде   | Не стартовали во 2-м раунде   | Не стартовали во 2-м раунде   |
| —     | 7     | Даниэль Юль                 | Швейцария            | Не финишировали в 1-м раунде | Не финишировали в 1-м раунде | Не финишировали в 1-м раунде  | Не финишировали в 1-м раунде  | Не финишировали в 1-м раунде  | Не финишировали в 1-м раунде  |
| —     | 21    | Альберт Попов               | Болгария             | Не финишировали в 1-м раунде | Не финишировали в 1-м раунде | Не финишировали в 1-м раунде  | Не финишировали в 1-м раунде  | Не финишировали в 1-м раунде  | Не финишировали в 1-м раунде  |
| —     | 24    | Исток Родеш                 | Хорватия             | Не финишировали в 1-м раунде | Не финишировали в 1-м раунде | Не финишировали в 1-м раунде  | Не финишировали в 1-м раунде  | Не финишировали в 1-м раунде  | Не финишировали в 1-м раунде  |
| —     | 35    | Лаури Тейлор                | Великобритания       | Не финишировали в 1-м раунде | Не финишировали в 1-м раунде | Не финишировали в 1-м раунде  | Не финишировали в 1-м раунде  | Не финишировали в 1-м раунде  | Не финишировали в 1-м раунде  |
| —     | 36    | Камен Златков               | Болгария             | Не финишировали в 1-м раунде | Не финишировали в 1-м раунде | Не финишировали в 1-м раунде  | Не финишировали в 1-м раунде  | Не финишировали в 1-м раунде  | Не финишировали в 1-м раунде  |
| —     | 38    | Кристоффер Якобсен          | Швеция               | Не финишировали в 1-м раунде | Не финишировали в 1-м раунде | Не финишировали в 1-м раунде  | Не финишировали в 1-м раунде  | Не финишировали в 1-м раунде  | Не финишировали в 1-м раунде  |
| —     | 39    | Эрик Рид                    | Канада               | Не финишировали в 1-м раунде | Не финишировали в 1-м раунде | Не финишировали в 1-м раунде  | Не финишировали в 1-м раунде  | Не финишировали в 1-м раунде  | Не финишировали в 1-м раунде  |
| —     | 40    | Тревор Филп                 | Канада               | Не финишировали в 1-м раунде | Не финишировали в 1-м раунде | Не финишировали в 1-м раунде  | Не финишировали в 1-м раунде  | Не финишировали в 1-м раунде  | Не финишировали в 1-м раунде  |
| —     | 41    | Хоаким Саларич              | Испания              | Не финишировали в 1-м раунде | Не финишировали в 1-м раунде | Не финишировали в 1-м раунде  | Не финишировали в 1-м раунде  | Не финишировали в 1-м раунде  | Не финишировали в 1-м раунде  |
| —     | 43    | Ондрей Берндт               | Чехия                | Не финишировали в 1-м раунде | Не финишировали в 1-м раунде | Не финишировали в 1-м раунде  | Не финишировали в 1-м раунде  | Не финишировали в 1-м раунде  | Не финишировали в 1-м раунде  |
| —     | 48    | Йоонас Рясянен              | Финляндия            | Не финишировали в 1-м раунде | Не финишировали в 1-м раунде | Не финишировали в 1-м раунде  | Не финишировали в 1-м раунде  | Не финишировали в 1-м раунде  | Не финишировали в 1-м раунде  |
| —     | 50    | Крыштоф Крызль              | Чехия                | Не финишировали в 1-м раунде | Не финишировали в 1-м раунде | Не финишировали в 1-м раунде  | Не финишировали в 1-м раунде  | Не финишировали в 1-м раунде  | Не финишировали в 1-м раунде  |
| —     | 52    | Сэм Мас                     | Бельгия              | Не финишировали в 1-м раунде | Не финишировали в 1-м раунде | Не финишировали в 1-м раунде  | Не финишировали в 1-м раунде  | Не финишировали в 1-м раунде  | Не финишировали в 1-м раунде  |
| —     | 53    | Карл Юнссон                 | Швеция               | Не финишировали в 1-м раунде | Не финишировали в 1-м раунде | Не финишировали в 1-м раунде  | Не финишировали в 1-м раунде  | Не финишировали в 1-м раунде  | Не финишировали в 1-м раунде  |
| —     | 57    | Кай Алартс                  | Бельгия              | Не финишировали в 1-м раунде | Не финишировали в 1-м раунде | Не финишировали в 1-м раунде  | Не финишировали в 1-м раунде  | Не финишировали в 1-м раунде  | Не финишировали в 1-м раунде  |
| —     | 58    | Дрис ван ден Брукке         | Бельгия              | Не финишировали в 1-м раунде | Не финишировали в 1-м раунде | Не финишировали в 1-м раунде  | Не финишировали в 1-м раунде  | Не финишировали в 1-м раунде  | Не финишировали в 1-м раунде  |
| —     | 59    | Адам Барвуд                 | Новая Зеландия       | Не финишировали в 1-м раунде | Не финишировали в 1-м раунде | Не финишировали в 1-м раунде  | Не финишировали в 1-м раунде  | Не финишировали в 1-м раунде  | Не финишировали в 1-м раунде  |
| —     | 61    | Александр Андриенко         | Россия               | Не финишировали в 1-м раунде | Не финишировали в 1-м раунде | Не финишировали в 1-м раунде  | Не финишировали в 1-м раунде  | Не финишировали в 1-м раунде  | Не финишировали в 1-м раунде  |
| —     | 62    | Томас Биркнер Де Мигель     | Аргентина            | Не финишировали в 1-м раунде | Не финишировали в 1-м раунде | Не финишировали в 1-м раунде  | Не финишировали в 1-м раунде  | Не финишировали в 1-м раунде  | Не финишировали в 1-м раунде  |
| —     | 63    | Жакс Гедра                  | Латвия               | Не финишировали в 1-м раунде | Не финишировали в 1-м раунде | Не финишировали в 1-м раунде  | Не финишировали в 1-м раунде  | Не финишировали в 1-м раунде  | Не финишировали в 1-м раунде  |
| —     | 65    | Том Вербеке                 | Бельгия              | Не финишировали в 1-м раунде | Не финишировали в 1-м раунде | Не финишировали в 1-м раунде  | Не финишировали в 1-м раунде  | Не финишировали в 1-м раунде  | Не финишировали в 1-м раунде  |
| —     | 68    | Себастьяно Гастальди        | Аргентина            | Не финишировали в 1-м раунде | Не финишировали в 1-м раунде | Не финишировали в 1-м раунде  | Не финишировали в 1-м раунде  | Не финишировали в 1-м раунде  | Не финишировали в 1-м раунде  |
| —     | 69    | Марко Шльивич               | Босния и Герцеговина | Не финишировали в 1-м раунде | Не финишировали в 1-м раунде | Не финишировали в 1-м раунде  | Не финишировали в 1-м раунде  | Не финишировали в 1-м раунде  | Не финишировали в 1-м раунде  |
| —     | 70    | Тормис Лайне                | Эстония              | Не финишировали в 1-м раунде | Не финишировали в 1-м раунде | Не финишировали в 1-м раунде  | Не финишировали в 1-м раунде  | Не финишировали в 1-м раунде  | Не финишировали в 1-м раунде  |
| —     | 71    | Иоаннис Антониу             | Греция               | Не финишировали в 1-м раунде | Не финишировали в 1-м раунде | Не финишировали в 1-м раунде  | Не финишировали в 1-м раунде  | Не финишировали в 1-м раунде  | Не финишировали в 1-м раунде  |
| —     | 72    | Стюрла Снайр Сноррасон      | Исландия             | Не финишировали в 1-м раунде | Не финишировали в 1-м раунде | Не финишировали в 1-м раунде  | Не финишировали в 1-м раунде  | Не финишировали в 1-м раунде  | Не финишировали в 1-м раунде  |
| —     | 73    | Страхиня Станишич           | Сербия               | Не финишировали в 1-м раунде | Не финишировали в 1-м раунде | Не финишировали в 1-м раунде  | Не финишировали в 1-м раунде  | Не финишировали в 1-м раунде  | Не финишировали в 1-м раунде  |
| —     | 74    | Симон Брайтфус Каммерландер | Боливия              | Не финишировали в 1-м раунде | Не финишировали в 1-м раунде | Не финишировали в 1-м раунде  | Не финишировали в 1-м раунде  | Не финишировали в 1-м раунде  | Не финишировали в 1-м раунде  |
| —     | 75    | Антонио Ристевски           | Северная Македония   | Не финишировали в 1-м раунде | Не финишировали в 1-м раунде | Не финишировали в 1-м раунде  | Не финишировали в 1-м раунде  | Не финишировали в 1-м раунде  | Не финишировали в 1-м раунде  |
| —     | 79    | Каспер Дюрбюэ Нестед        | Дания                | Не финишировали в 1-м раунде | Не финишировали в 1-м раунде | Не финишировали в 1-м раунде  | Не финишировали в 1-м раунде  | Не финишировали в 1-м раунде  | Не финишировали в 1-м раунде  |
| —     | 81    | Ясон Абрамашвили            | Грузия               | Не финишировали в 1-м раунде | Не финишировали в 1-м раунде | Не финишировали в 1-м раунде  | Не финишировали в 1-м раунде  | Не финишировали в 1-м раунде  | Не финишировали в 1-м раунде  |
| —     | 84    | Мортеза Джафари             | Иран                 | Не финишировали в 1-м раунде | Не финишировали в 1-м раунде | Не финишировали в 1-м раунде  | Не финишировали в 1-м раунде  | Не финишировали в 1-м раунде  | Не финишировали в 1-м раунде  |
| —     | 85    | Матьё Ош                    | Люксембург           | Не финишировали в 1-м раунде | Не финишировали в 1-м раунде | Не финишировали в 1-м раунде  | Не финишировали в 1-м раунде  | Не финишировали в 1-м раунде  | Не финишировали в 1-м раунде  |
| —     | 87    | Эльдар Салихович            | Черногория           | Не финишировали в 1-м раунде | Не финишировали в 1-м раунде | Не финишировали в 1-м раунде  | Не финишировали в 1-м раунде  | Не финишировали в 1-м раунде  | Не финишировали в 1-м раунде  |
| —     | 88    | Бенце Надь                  | Венгрия              | Не финишировали в 1-м раунде | Не финишировали в 1-м раунде | Не финишировали в 1-м раунде  | Не финишировали в 1-м раунде  | Не финишировали в 1-м раунде  | Не финишировали в 1-м раунде  |
| —     | 90    | Иван Ковбаснюк              | Украина              | Не финишировали в 1-м раунде | Не финишировали в 1-м раунде | Не финишировали в 1-м раунде  | Не финишировали в 1-м раунде  | Не финишировали в 1-м раунде  | Не финишировали в 1-м раунде  |
| —     | 91    | Даниил Чертин               | Беларусь             | Не финишировали в 1-м раунде | Не финишировали в 1-м раунде | Не финишировали в 1-м раунде  | Не финишировали в 1-м раунде  | Не финишировали в 1-м раунде  | Не финишировали в 1-м раунде  |
| —     | 92    | Комилжон Тухтаев            | Узбекистан           | Не финишировали в 1-м раунде | Не финишировали в 1-м раунде | Не финишировали в 1-м раунде  | Не финишировали в 1-м раунде  | Не финишировали в 1-м раунде  | Не финишировали в 1-м раунде  |
| —     | 95    | Евгений Тимофеев            | Кыргызстан           | Не финишировали в 1-м раунде | Не финишировали в 1-м раунде | Не финишировали в 1-м раунде  | Не финишировали в 1-м раунде  | Не финишировали в 1-м раунде  | Не финишировали в 1-м раунде  |
| —     | 97    | Чжан Янмин                  | Китай                | Не финишировали в 1-м раунде | Не финишировали в 1-м раунде | Не финишировали в 1-м раунде  | Не финишировали в 1-м раунде  | Не финишировали в 1-м раунде  | Не финишировали в 1-м раунде  |
| —     | 98    | Коннор Уилсон               | ЮАР                  | Не финишировали в 1-м раунде | Не финишировали в 1-м раунде | Не финишировали в 1-м раунде  | Не финишировали в 1-м раунде  | Не финишировали в 1-м раунде  | Не финишировали в 1-м раунде  |
| —     | 20    | Жюльен Лизеру               | Франция              | Дисквалифицирован            | Дисквалифицирован            | Дисквалифицирован             | Дисквалифицирован             | Дисквалифицирован             | Дисквалифицирован             |
| —     | 99    | Арутюн Арутюнян             | Армения              | Не стартовал                 | Не стартовал                 | Не стартовал                  | Не стартовал                  | Не стартовал                  | Не стартовал                  |